# وادی الدواسر
شهر وادی الدواسر (به عربی: وادی الدواسر) در ریاض در کشور عربستان واقع شده‌است. جمعیت این شهر ۷۹٫۵۵۸ نفر است.